# Big Rock (Illinois)
Big Rock – wieś w Stanach Zjednoczonych, w stanie Illinois, w hrabstwie Kane.